# Виктор (Монтана)
Виктор (енгл. Victor) насељено је место без административног статуса у америчкој савезној држави Монтана.

## Демографија
По попису из 2010. године број становника је 745, што је 114 (-13,3%) становника мање него 2000. године.
| Група             | 2000.       | 2010.       |
| Белци             | 811 (94,4%) | 694 (93,2%) |
| Афроамериканци    | 1 (0,1%)    | 3 (0,4%)    |
| Азијати           | 0 (0,0%)    | 2 (0,3%)    |
| Хиспаноамериканци | 22 (2,6%)   | 14 (1,9%)   |
| Укупно            | 859         | 745         |